# Salganea fruhstorferi
Salganea fruhstorferi är en kackerlacksart som beskrevs av Hanitsch 1933. Salganea fruhstorferi ingår i släktet Salganea och familjen jättekackerlackor. Inga underarter finns listade i Catalogue of Life.